# Трикутник з поворотом
Трикутник з поворотом  (Паріврітта триконасана) — модифікація асани Трикутник. 

## Виконання

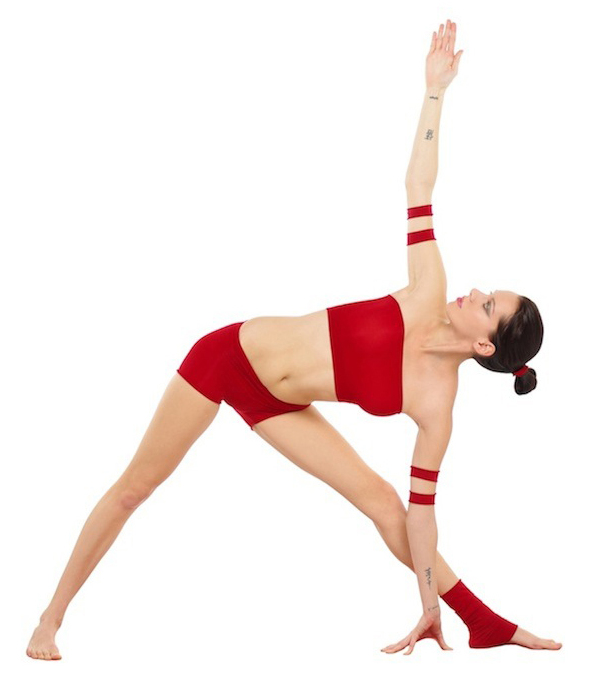
Поза Трикутника
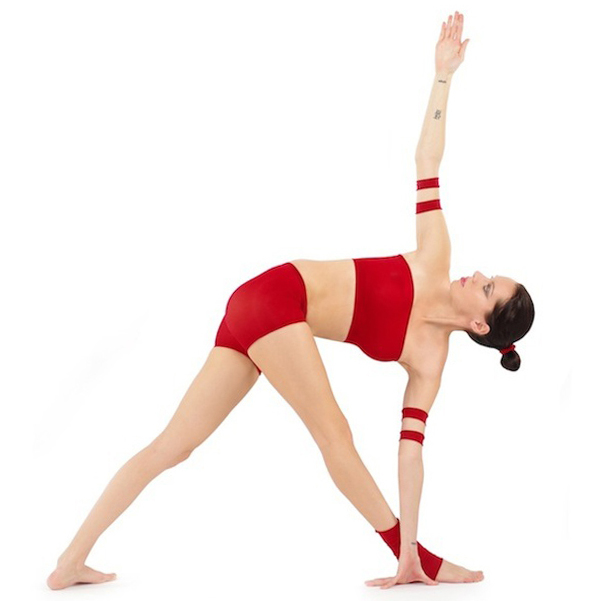
Трикутник з поворотом

### Вихідне положення
1. З пози Тадасана, на видиху поставте стопи на ширині 100-130 см. Розверніть ноги, стопи і тулуб вправо. Випряміть напружте ноги, витягаючи вгору колінні чашечки (скорочуйте м’язи стегна). Ваша вага повинна бути розподілена між обома ногами, п’яти щільно притиснуті до підлоги.
2. Зробіть вдих і підніміть руки до рівня плечей, розтягуючи їх горизонтально від плеча до кінчика пальців.
3. Видихніть і поверніть ліве стегно, живіт і тулуб у напрямку до правого стегна. Притисніть ліву п’яту до підлоги, витягуючись до правого стегна, поки ваш тазостегновий суглоб не повернеться в напрямку до правого стегна. Розтягуйте хребет і поверніть грудну клітку в напрямку до правої ноги (тулуб прямий і паралельний підлозі).
4. На вдиху опустіть ліву п’ясть униз до підлоги (зовні від вашої правої стопи) або на опору.

### Утримання пози
Покладіть праву п’ясть на спину, лікоть угору.
1. При кожному вдиху зосереджуйтеся на положенні вашого тіла і зберігайте стійкість.
2. При кожному видиху упирайтеся лівою стопою об підлогу. Продовжуйте розтягувати хребет. Тримайте підборіддя опущеним, коли розтягуєте шию.

### Завершення пози
На вдиху, з витягнутою лівою рукою, поставте ваш тулуб у вертикальне положення. На видиху поверніть уперед стопи і стрибком поверніть руки та ноги в позу Тадасана (знімає напругу в тазостегновому суглобі). Затримайтеся в цій асані та акцентуйтеся на своїх відчуттях. Потім повторіть в іншу сторону.

### МОДИФІКАЦІЇ
Протягом декількох тижнів працюйте тільки ногами і стегнами, поки не вивчите правильні позиції і не підготуєте своє тіло для внутрішнього обертання і розтяжки. Використовуйте стілець або цеглу, щоб підтримувати п’ясть і руку та полегшити собі розворот тазостегнового суглоба. 